# リシンデヒドロゲナーゼ
リシンデヒドロゲナーゼ（lysine dehydrogenase）は、次の化学反応を触媒する酸化還元酵素である。
L-リシン + NAD+ {\displaystyle \rightleftharpoons } 1,2-ジデヒドロピペリジン-2-カルボン酸 + NH3 + NADH + H+
反応式の通り、この酵素の基質はL-リシン とNAD+、生成物は1,2-ジデヒドロピペリジン-2-カルボン酸とNH3とNADHとH+である。
組織名はL-lysine:NAD+ oxidoreductase (deaminating, cyclizing)である。